# Книжный вестник (журнал)
«Книжный вестник» — критико-библиографический и книготорговый журнал, выходивший в Петербурге в 1860—1867 годах. Периодичность — 2 раза в месяц. Публикации — материалы по книжному делу, списки выпущенных книг, рецензии на новые книги и т. д.

## История
Журнал «Книжный вестник» был основан в 1860 году Ю. М. Богушевичем. В разные годы редакторами были Н. А. Сеньковский, Н. С. Курочкин. Первый номер вышел в апреле 1860 года.
Богушевич видел основную цель издания в том, чтобы дать возможность «узнать точно, что появилось нового в отечественной литературе по интересующему его (читателя) предмету, что даже уже совершено литературою и что еще предстоит совершить».
На страницах «Книжного вестника» публиковалась текущая библиографическая регистрация, печатались списки вышедших книг на русском языке и языке народов России (книги, выходящие на иностранных языках, учитывались лишь в нескольких номерах). Первые номерах помимо перечня книг содержали аннотации и рецензии, число которых впоследствии значительно сократилось, обзоры периодических изданий, литературную критику. Кроме этого, журнал содержал списки книготорговцев, типографий и библиотек Санкт-Петербурга и Москвы, а также статьи, посвящённые развитию библиотечного дела, наполнению библиотечных фондов.
Журнал содержал три раздела: «Библиография», «Критика» и «Смесь» (содержал новости, вопросы и письма читателей). Последние два выходили нерегулярно.
Из письма И. С. Тургенева Ф. М. Достоевскому 26 декабря 1861 г. — 7 января 1862 г. Париж:

Любезнейший Фёдор Михайлович, Ваше письмо меня очень удивило. — Вы как будто вычитали из моего письма, что я приписывал Вам распространение слуха о моей повести — а мне это и в голову не приходило — как же мог подобный намек попасть в мое письмо? — И как будто нужно искать особого объяснения всякой сплетне: — она царствует в нашей литературе, преимущественно на задних дворах, где издаются «Книжные Вестники» и т. д.

## Программа «Книжного вестника»[1]
- «Книжный вестник» заключает в себе три отдела: библиографию, критику, смесь.
  - В первом отделе перечислять систематически, по предметам наук, все выходящие в России книги и брошюры по библиографической части с кратким, сжатым изложением содержания их. Из книг, изданных в России на иностранных языках, упоминать только замечательнейшие. То же самое соблюдать и в отношении журнальных статей. Впрочем, редакция будет в этом случае сообразовываться со своими средствами. В первом же отделе указывать журнальные критические статьи о вышедших книгах, с обозначением их содержания.
  - Во втором отделе помещать критические статьи, заключающие в себе разборы и отзывы о тех произведениях литературы, которые заслуживают особенного внимания по своему отношению к науке или жизни. Статьи этого отдела составлять преимущественно на основании мнений, уже высказанных печатью, представляя из них общий вывод — конечно настолько, насколько мнения эти будут беспристрастны и согласны с истиной; такого рода статьи, впрочем не должны исключать статей самостоятельных.
  - В состав третьего отдела войдут различные заметки и сведения, касающиеся книжно-литературного движения: о деятельности и характере различных наших журналов, о новых литературных предприятиях, о библиотеках, о типографиях и т. п.

Кроме того, не бесполезно будет дать место в журнале объявлениям от авторов, издателей, типографщиков и тому подобных лиц, по делу книжно-литературному.
- Из вышеприведённых трёх отделов только первый должен непременно заключаться в каждом номере издания, помещение же остальных будет зависеть от усмотрения редакции.
- «Книжный вестник» будет выходить 2 раза в месяц 15 и 30 числа, то есть в год выйдет 24 номера in quarto. Подписка принимается на год, полгода и четверть года на общих правилах,
- Так как наперёд нельзя определить с точностью будущего количественного и качественного богатства нашей литературы, а редакция не должна прибегать к какой-либо натяжке для дополнения или округления нумеров, то подписная цена изданию назначается не за годовой период, а за 24 листа, который может выйти в свет период более короткий или более долгий, чем один год, и составить менее или более 24 номеров, смотря по обстоятельству, упомянутому перед сим. За 24 листа цена назначается: без пересылки более 2 р. 45 к., с пересылкою — 3 р. При благоприятных для издания обстоятельствах цена может быть понижена.
- Для желающих иметь только 1-й отдел «Книжного вестника», заключающего в себе более общие краткие и полные (по количеству) сведения о вышедших книгах, — открыть подписку на один этот отдел, по той же цене за то же количество листов; для таких подписчиков этот отдел и печатать отдельно